# Akropolis-Turnier 2007
Die 21. Auflage des Akropolis-Basketball-Turniers 2007 fand zwischen dem 20. und 22. August 2007 im Vorort Marousi von Athen statt. Ausgetragen wurden die insgesamt sechs Spiele in der Olympiahalle.
Neben der gastgebenden Griechischen Nationalmannschaft nahmen auch die Nationalmannschaften aus Italien, Litauen sowie Slowenien teil. Während Slowenien erst zum dritten und Litauen zum fünften Mal beim Akropolis-Turnier vertreten waren, nahm Italien zum bereits 14. Mal am Turnier teil.
Zu den Stars des Akropolis-Turniers 2007 gehörten neben den Griechen Dimitrios Diamantidis und Theodoros Papaloukas die Italiener Andrea Bargnani und Denis Marconato, Rasho Nesterovič aus Slowenien sowie Šarūnas Jasikevičius, Ramūnas Šiškauskas und Darius Songaila aus Litauen.
Als MVP des Turniers wurde der Grieche Vasilios Spanoulis ausgezeichnet. Top-Scorer wurde Ramūnas Šiškauskas mit insgesamt 43 erzielten Punkten (14,3 im Schnitt).

## Begegnungen
| 20. August 2007 | Italien      | 81 - 84 | Slowenien |
| 20. August 2007 | Griechenland | 78 - 71 | Litauen   |
| 21. August 2007 | Slowenien    | 72 - 87 | Litauen   |
| 21. August 2007 | Griechenland | 72 - 62 | Italien   |
| 22. August 2007 | Griechenland | 80 - 65 | Slowenien |
| 22. August 2007 | Italien      | 70 - 86 | Litauen   |

## Tabelle
| Rang | Land         | Punkte | Körbe   |
| ---- | ------------ | ------ | ------- |
| 1    | Griechenland | 6      | 230-198 |
| 2    | Litauen      | 5      | 244-220 |
| 3    | Slowenien    | 4      | 221-248 |
| 4    | Italien      | 3      | 213-242 |